# 袁桂彬
袁桂彬（1977年—），广东揭阳人，汉族，中华人民共和国政治人物、全国人民代表大会广东地区代表。
毕业于广东省佛山市广播电视大学计算机应用与网络专业。加入中国共产党。担任广东省佛山市力佳纺织机械有限公司机械分厂厂长。2008年起担任全国人大代表。2013年，担任全国人大代表。